# رابرت گبهارت
رابرت گبهارت (انگلیسی: Robert Gebhardt; ۲۲ سپتامبر ۱۹۲۰ – ۸ فوریهٔ ۱۹۸۶) بازیکن فوتبال اهل آلمان بود.
از باشگاه‌هایی که در آن بازی کرده‌است می‌توان به باشگاه فوتبال نورنبرگ و باشگاه فوتبال سن پائولی اشاره کرد.